# Polgooth
 (mars 2025).
Si vous disposez d'ouvrages ou d'articles de référence ou si vous connaissez des sites web de qualité traitant du thème abordé ici, merci de compléter l'article en donnant les références utiles à sa vérifiabilité et en les liant à la section « Notes et références ».
Polgooth est un village des Cornouailles, en Angleterre. Le village fait partie des paroisses civiles de St Mewan et de St Ewe.